# 贡士
貢士，指明清两朝科举制度之中試者，明代主要用來指代舉人，清代則專指會試中試、尚未殿試的舉人。

## 歷史沿革
先秦時指诸侯推荐给周天子之士。漢朝指封國或郡縣推举之孝廉。唐、宋時稱州府科舉鄉貢、鄉舉中試者鄉貢士。韓愈說：“常觀于皇都，每年貢士至千馀人。”，到了大和九年（835年），中書門下奏稱：“每年貢士，嘗僅千人。”。
明代時稱舉人為貢士，清时則專指會試錄取者統稱貢士，貢士第一名稱為「會元」，前十名稱為「元魁」，十一至二十名稱為「會魁」。貢士經殿試決定出身等第，即成為進士。因北宋之後殿試依慣例不黜落貢士，僅決定進士名次，故一般習慣於會試考中後即稱進士。
亦有部分會試中試者因各種原因沒參加殿試，故終其一生都是貢士。